# Neocorynura pseudobaccha
Neocorynura pseudobaccha là một loài Hymenoptera trong họ Halictidae. Loài này được Cockerell mô tả khoa học năm 1901.